# Alfred Mahlau
Alfred Mahlau (* 21. Juni 1894 in Berlin; † 22. Januar 1967 in Hamburg) war ein deutscher Maler, Grafiker und Hochschullehrer.

## Leben

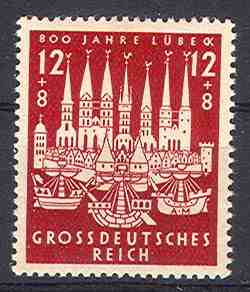
Briefmarke 800 Jahre Lübeck (1943)

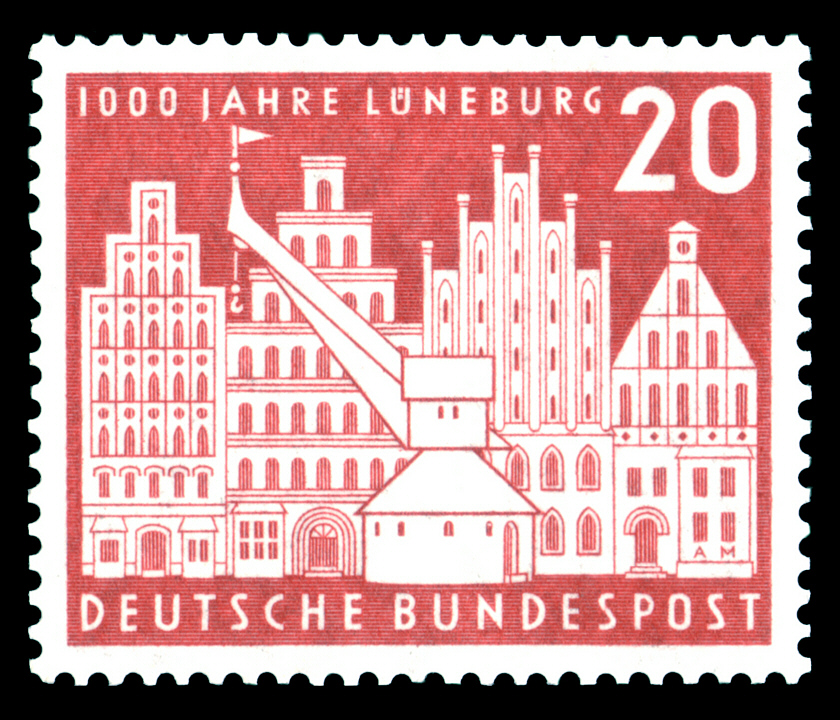
Briefmarke 1000 Jahre Lüneburg (1956)

Das von Alfred Mahlau 1921 für die Stadtkasse der Freien Stadt Lübeck gestaltete, als Eiergeld bezeichnete Notgeld (Serie mit 5 Scheinen – oben links die einheitliche Vorderseite)

Mahlau war ein vielbeschäftigter Maler und Gebrauchsgraphiker. Er gestaltete unter anderem die Verpackung für das Marzipan von Niederegger und arbeitete für Firmen der Region (die Lübecker Sieben Türme wie die Schwartauer Werke, die Lübeck-Büchener Eisenbahn, den Lübecker Fotografen Wilhelm Castelli), aber auch für die Stadtwerbung wie zum Beispiel mit seinem Plakat für die Nordische Woche 1921 in Lübeck.
Bekannt wurde sein Notgeld für die Hansestadt Lübeck (Eiergeld). In der Folge widmete er sich der Bühnenkunst insbesondere in Lübeck und Breslau. Im Jahre 1926 übernahm er den Entwurf und die Durchführung des Historischen Fest-Zuges zur 700-Jahrfeier der Reichsfreiheit Lübecks mit szenischen Darstellungen der Lübecker Geschichte.
Im Nationalsozialismus wurde er zum künstlerischen Beirat im Reichskontor der nationalsozialistisch orientierten Nordischen Gesellschaft berufen. Der nationalsozialistische Künstler Asmus Jessen, mit dem er in Lübeck seit langem kollegial verbunden war, wurde dort sein Assistent.
Er war einer der Künstler, die vom Regime in die seit 1933 zu einer NS-konformen Institution umgestaltete Preußische Akademie der Künste berufen wurden. 1937, als in München in den Hofgartenarkaden die Propagandaausstellung „Entartete Kunst“ gezeigt wurde, zeigte die Neue Sammlung München als das staatliche Museum für angewandte Kunst eine große Werkübersicht zu Mahlau mit dessen Großaufträgen für das Reichsluftfahrtministerium. Gleichzeitig wurden jedoch auch zwei Aquarelle von Mahlau in der Kunsthalle zu Kiel sowie das Aquarell Fabrikschornstein im Bau im Museum für Kunst und Kunstgewerbe in Stettin als entartete Kunst beschlagnahmt. Mahlau war nicht nur als Maler, sondern auch als Bühnengestalter, Innenarchitekt, Zeichner und Grafiker in der NS-Epoche erfolgreich tätig.
Auf Vermittlung von Bürgermeister Hans Böhmcker entwarf er die Briefmarke zum 800. Stadtjubiläum Lübecks 1943. Für die Bildweberin Alen Müller-Hellwig schuf er von 1934 bis 1939 über 70 Entwürfe für Bildteppiche. Im August 1944 nahm ihn Adolf Hitler in die Gottbegnadeten-Liste der wichtigsten Gebrauchsgraphiker und Entwurfszeichner auf, was ihn zunächst vor einem Kriegseinsatz, auch an der „Heimatfront“ bewahrte. 1944 fertigte er 50 Dokumentarzeichnungen des zerstörten Berlin für den Verlag Gebrüder Mann an, die seit Ende des Krieges verschollen sind.
Im Januar 1945 wurde Mahlau doch noch zum Volkssturm eingezogen. Er wurde östlich von Berlin eingesetzt, kam hier am 22. April 1945 in sowjetische Gefangenschaft und wurde in das Kriegsgefangenenlager 173/4 in Posen gebracht. An der Ruhr erkrankt, wurde er schon Ende Juli 1945 entlassen.
An der Hochschule für bildende Künste Hamburg am Lerchenfeld in Hamburg erhielt er 1945 eine Professur für eine Grafikklasse, die er 1946 mit der Wiedereröffnung der Hamburger Landeskunstschule antreten konnte. Er bildete zahlreiche später erfolgreiche Künstler aus, dazu zählten u. a. Uwe Bangert, Horst Janssen, Vicco von Bülow (alias Loriot), Peter Neugebauer, Albert Christoph Reck, Ekkehard Thieme oder Heino Jaeger, Bernd Hering. Im Jahr 1948 gestaltete er das Verlagssignet für Hoffmann und Campe, das noch heute im Einsatz ist. Er beeinflusste die Entwicklung des Lübecker Glaskünstlers Carl Rotter, indem er zahlreiche Glasdekore entwarf.
Nach dem Ende des NS-Regimes gestaltete er unter anderem die Totentanz-Fenster für die Lübecker Marienkirche. In seinen letzten Lebensjahren in Hamburg widmete er sich zahlreichen Projekten der Kunst am Bau. Neben dem Wappen für die Neuen Hamburger Elbbrücken gestaltete er auch die Turmuhr der St.-Jacobi-Kirche, die bis heute erhalten sind.

## Ehrungen
- 1962 Edwin-Scharff-Preis der Freien und Hansestadt Hamburg
- Im Hamburger Stadtteil Steilshoop wurde 1972 die Straße Alfred-Mahlau-Weg nach ihm benannt.

## Publikationen (Auswahl)

Niederegger-Verpackung (1927)

- Der historische Fest-Zug zur 700-Jahrfeier der Reichsfreiheit Lübecks Juni 1926. Leporello. Lübeck 1926.
- Bucheinbandentwürfe z. B. zu
  - Lübeck. Im Auftrag der Nordischen Gesellschaft; mit einer Einleitung von Carl Georg Heise, mit Photographien von Albert Renger-Patzsch; Herausgeber Ernst Timm. Wasmuth, Berlin 1928.
  - Arno Dohm: Die Flotte Gottes. Roman. Bertelsmann, Gütersloh 1938.
  - Ulrich Sander: Mann vom See. Roman. Stalling, Oldenburg / Berlin 1939.
- Lübecker Bilderbogen (in 20 Bögen). Seemann Verlag, Leipzig o. J. (um 1935). Hrsg. Hans Friedrich Geist, Druck Rathgens, Lübeck. Daraus gezeichnet von Alfred Mahlau:
  - Hansischer Handelsverkehr im Mittelalter. Mit Text von Hans Heiler. Lübecker Bilderbogen. Nr. 13.
  - Die Hansestadt Lübeck. Mit Text von Hans Heiler. Lübecker Bilderbogen. Nr. 14.
  - Die Eroberung der Luft. Eine Entwicklungsgeschichte. Lübecker Bilderbogen. Nr. 15. (auch ersch. als Nr. 1A)
  - Die Eisenbahn. Eine Entwicklungsgeschichte. Lübecker Bilderbogen. Nr. 16. (auch ersch. als Nr. 2A)
- 100 Jahre Der Hamburger und Germania Ruder-Club. Hans Christians Druckerei und Verlag, o. J. (1936), Zeichnungen von Alfred Mahlau.
- Hans-Friedrich Geist (Text) und Alfred Mahlau (Bilder): Spielzeug. Eine bunte Fibel. L. Staakmann, Leipzig 1938.
- Die Insel Helgoland – Der Hafen Hamburg – Die Unterelbe und die Nordsee. Ariel-Verlag, Frankfurt am Main 1961.
- Westfälische Drahtindustrie 1856–1956. Festschrift. Text von Ernst Schnabel, Zeichnungen von Alfred Mahlau. Hamm 1956
- Joachim Ringelnatz: Und auf einmal steht es neben dir. Karl H. Hernsel Verlag, Berlin 1961 (Buchumschlag).
- Weite Welt. Reisetagebuch eines deutschen Malers. Vorwort von Alfred Mahlau und einem Nachwort v. Carl Georg Heise. Gebr. Mann, Berlin 1940.